# 巴焦尔战役
巴焦尔战役，是1960年9月至1961年9月阿富汗和巴基斯坦之间发生的武装冲突。这场冲突是由时任阿富汗首相达乌德·汗发起的。1960年，1000多名阿富汗皇家陆军士兵越境进入巴基斯坦巴焦尔地区。他们经常袭击当地普什图人部落和巴基斯坦士兵。

## 背景
1947年8月，印巴分治后，阿富汗王国反对巴基斯坦自治领作为主权国家身份进入联合国。巴基斯坦独立后，阿富汗在巴基斯坦西北部开展谍报活动，分发大量资金、弹药，甚至晶体管收音机，试图将效忠巴基斯坦的普什图人从当地转移到阿富汗。
此外，阿富汗不承认杜兰德线——这是巴基斯坦和阿富汗的边界（巴基斯坦从英国那里继承的），大致相当于今天巴基斯坦的俾路支省和开伯尔-普什图省。两国关系因此恶化，阿富汗开始为代理人提供资金，两国经常在边境发生小规模冲突。

## 外交风波
两国关系在1951年严重恶化，当时一个名叫赛义德·阿克巴尔·巴布拉克的阿富汗人，在拉瓦尔品第暗杀了当时的巴基斯坦总理利雅卡特·阿里·汗。1955年3月30日，阿富汗示威者袭击并焚烧了喀布尔de 巴基斯坦驻阿富汗大使馆及坎大哈和贾拉拉巴德的领事馆。之后，巴基斯坦和阿富汗断绝外交关系。

## 战争爆发
在20世纪50年代末，阿富汗皇家陆军在炮火支援下，袭击了巴基斯坦的一个村庄。随后越过边境，占领了一条战略上至关重要的铁路查曼−奎达铁路。这引发了巴基斯坦军队的大规模进攻，随后巴基斯坦军队在经过一周的激战后，重新夺回了隘口，并将阿富汗军队赶回边境。
1960年至1961年间，数千名阿富汗士兵伪装成当地民兵，越过漏洞百出的巴基斯坦-阿富汗边境，进入巴基斯坦半自治的巴焦尔地区，企图吞并该地区。在此期间，阿富汗还在阿巴边境部署了数千名士兵，配备坦克和大炮，并经常袭击巴基斯坦部落居民和士兵。
当地部落的人和巴基斯坦陆军配合，给阿富汗军队造成了重大伤亡，最终将他们赶回了两国边界。巴基斯坦空军随后越过边界，轰炸了阿富汗境内的许多军事哨所和营地。从1949年到1971年，阿巴边境发生了大规模的武装冲突。

## 战斗结果
在边境附近巴基斯坦境内有几百名阿富汗士兵投降，时任巴基斯坦陆军参谋长穆罕默德·穆萨·汗将军检阅了他们。随后他们被带到俾路支斯坦和卡拉奇游街，这使得阿富汗在国际上陷入尴尬处境。